# François Rabelais
François Rabelais (Poitou, oko 1494. – Pariz, 9. travnja 1553.), francuski književnik, liječnik i svećenik. 
Prvi je veliki francuski prozaist, uz Montaignea najkrupnija figura francuske renesanse. U mladosti je bio redovnik (franjevac pa benediktanac). Već rano je pokazao interes za jezike (grčki, latinski, hebrejski) i prirodne znanosti. Osumnjičen da čita "heretičke" knjige, napušta samostan ("brlog lijenosti i pohote"), studira medicinu i sprijateljuje se s istaknutim humanistima. Rabelais je imao bezgranično povjerenje u prirodu i znanost. Poklonik je antike, erudit, uvijek žedan novih spoznaja. Epikurejski je zaljubljen u život i zemaljske radosti, slavi dobrotu prirodu te vjeruje u napredak i divne mogućnosti koje stoje pred čovjekom.
Godine 1532. je liječnik u Lyonu i profesor anatomije. Tu objavljuje u prijevodu Hipokratove aforizme i "Medicinska pisma" Giovannija Manardija, te zapažen šaljivi almanah ("La Pantagrueline prognostication"). Životno mu je djelo fantastično-satirični romaneskni ciklus "Gargantua i Pantagruel" (1532. – 1564.) kojim je izrazio ideje pravde, dobrote, čovječnosti, kulture i tolerancije. Kao osobni liječni kardinala Jeana du Bellaya, veleposlanik u Vatikanu, boravi u više navrata u Rimu, gdje proširuje svoje znanje studijem arheologije, botanike i arhitekture. 
Prvi je potpuni prijevod Rabelaisa na hrvatski djelo Mate Marasa godine 2004., za što ga je nagradila Francuska akademija.

## Vanjske poveznice
- Djela Françoisa Rabelaisa (engl.)